# Ronaldo Vieira
Ronaldo Augusto Vieira Nan (* 19. Juli 1998 in Bissau, Guinea-Bissau) ist ein englisch-portugiesischer Fußballspieler. Der Mittelfeldspieler steht aktuell bei Sampdoria Genua unter Vertrag und ist englischer Nachwuchsnationalspieler.

## Herkunft und Familie
Im Alter von fünf Jahren wanderte Vieira mit seiner Mutter aus Guinea-Bissau aus und ließ sich in Portugal nieder. 2011 zog die Familie wegen beruflicher Perspektiven nach England.
Sein Vorname und der seines Zwillingsbruders Romário Vieira sind eine Hommage an die ehemaligen brasilianischen Nationalspieler Romário und Ronaldo. Romario Vieira ist auch Fußballspieler und spielte seit 2016 mit seinem Zwillingsbruder gemeinsam bei Leeds United.

## Karriere

### Verein
Während Vieira in Portugal aufwuchs, trat er der Nachwuchsakademie von Benfica Lissabon bei. Nach der Übersiedlung nach England lief er für Whitley Bay Boys Club sowie für Batley Phoenix auf. Auch absolvierte er erfolglose Probetrainings bei Hull City sowie bei Manchester City. Während eines Studiums trat Ronaldo Vieira der i2i Football Academy bei und nach einem Probetraining schloss er sich Leeds United an. Am 5. Mai 2016 erhielt er seinen ersten Profivertrag. Zwei Tage später wurde er in der Football League Championship (zweite Liga) gegen Preston North End in der 89. Minute für Stuart Dallas eingewechselt. In zwei Jahren kam Vieira für Leeds United zu 63 Einsätzen und erzielte ein Tor.
Am 1. August 2018 wechselte er nach Italien zu Sampdoria Genua und unterschrieb einen Fünfjahresvertrag. 2020 wechselte er auf Leihbasis zu Hellas Verona. Seit 2021 ist er wieder in Genua.

### Nationalmannschaft
Am 28. Januar 2017 erklärte Vieira, dass er einen Einsatz für portugiesische Auswahlmannschaften favorisiere, einem Einsatz für die englischen Auswahlteams allerdings offen gegenübersteht. In der Folge absolvierte er acht Einsätze für die englische U-20-Nationalmannschaft. Zwischenzeitlich gab er an, dass er seine Präferenzen änderte und nach Gesprächen mit seiner in Portugal lebenden Familie für England optierte. Am 1. Juni 2018 lief Vieira während des Turnieres von Toulon gegen Katar erstmals für die englische U-21-Nationalelf auf und erzielte beim 4:0-Sieg mit dem Tor zum 2:0 sein erstes Tor.